# Żelino
Żelino (mac. Желино, alb. Zhelinë lub Zhelina) – wieś w Macedonii Północnej, w gminie Żelino. Według danych z 2006 liczy 26 tys. mieszkańców.